# 김형수 (시인)
김형수(1959년 1월 12일 ~ )는 대한민국의 시인이자 소설가이다.

## 생애
1959년 전남 함평에서 태어났다.
1985년 ≪민중시 2≫에 시로, 1996년 ≪문학동네≫에 소설로 등단했으며, 1988년 ≪녹두꽃≫을 창간하면서 비평 활동을 시작했다. 다양한 장르를 넘나드는 정열적인 작품 활동과 치열한 논쟁을 통한 새로운 담론 생산은 그를 1980년대 민족 문학을 이끌어 온 대표적인 시인이자 논객으로 부르게 했다.
2004년 3월부터 2008년 1월까지 한국작가회의 사무총장을 지냈으며, 2005년 남북작가대회 평양 개최(남측 집행위원장), 2007년 아시아아프리카문학페스티벌 전주 개최(집행위원장) 등의 행사를 성사했다. 1999년부터 2013년까지 중앙대학교에 출강해 문학 창작에 대한 강의를 했다.

## 작품
시집 ≪빗방울에 대한 추억≫ 등 3권, 장편 소설 ≪조드≫(2권)와 ≪나의 트로트 시대≫, 소설집 ≪이발소에 두고 온 시≫, 평론집 ≪반응할 것인가 저항할 것인가≫ 등 3권, 그 외 ≪흩어진 중심−)한국 문학에서 주목할 장면들≫, ≪문익환 평전≫ 등의 저술을 남겼다.
특히, 장편 소설 ≪조드≫의 집필을 위해 약 1년 동안 몽골 현지에서 체류하면서 유목민들을 만나고 체험하며 그들의 삶과 역사를 이해했다. 이 소설은 한국에서 출간된 뒤 몽골의 일간 신문 ≪우드린쇼당≫에서 2012년 7월부터 연재해 2013년 가을 출간을 앞두고 있다.